# 薬上寺
薬上寺（やくじょうじ）は、兵庫県姫路市にある高野山真言宗の寺院。山号は鹿谷山、本尊は薬師如来。播磨八薬師霊場3番札所。

## 沿革
行基により開基されたと伝えられる。創建年は不明である。
宍粟郡長水城主宇野某氏により寺堂全部と行基作の本尊薬師如来像が焼き払われた。宇野氏の局が寺堂を再建し、因幡の仏師保玄作の薬師如来像を安置した。
池田輝政が姫路城主（1601 – 16）の時代に、台昉により中興された。台昉は当寺本尊薬師如来の夢告によって神通散という眼病の良薬を作ったとされ、明治時代までは当寺で作られていた。昔から当寺の薬師如来は眼病治癒については霊験（れいげん）現たかと信仰が厚い。播磨万網諸所寺集記によると1681年（天保元年）に寺堂が焼失し、1684年（貞享元年）に明覚によって再建された。
古来、多可郡多可町中区西安田の吉祥山圓満寺の末寺であったが、1900年（明治32年）10月に京都東寺の末寺となり、1911年（明治44年）高野山龍光院の末寺となっている。また、福崎町の金剛城寺とは、台昉の時以来今に至るまで関係が深い。
歴史作家の寺林峻は当寺の出身であり、1983年（昭和58年）から1999年（平成11年）まで住職を務めている。

## 境内
- 山門
- 本堂
- 阿弥陀堂
- 観音堂
- 行者堂

## ギャラリー

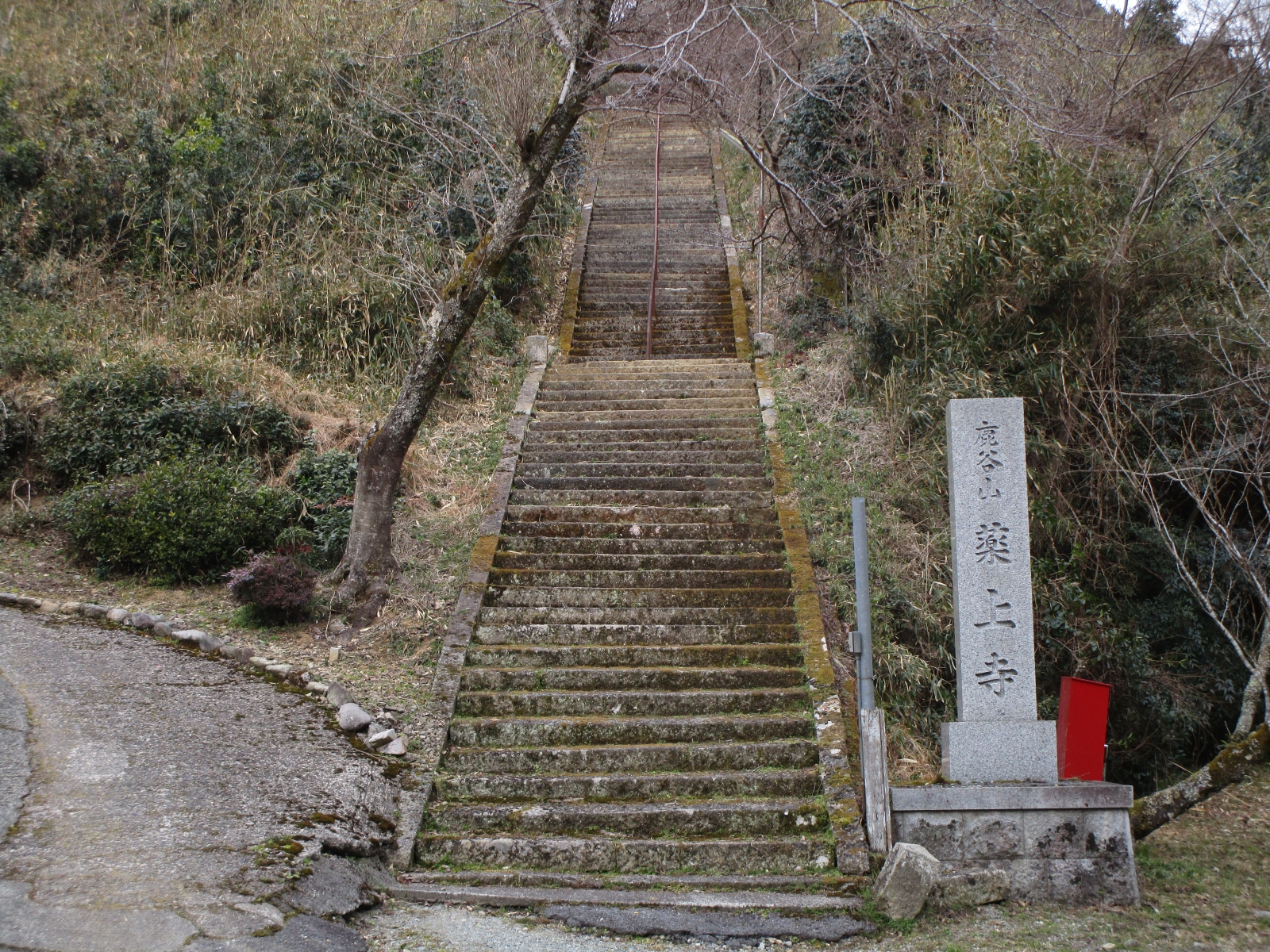
入り口
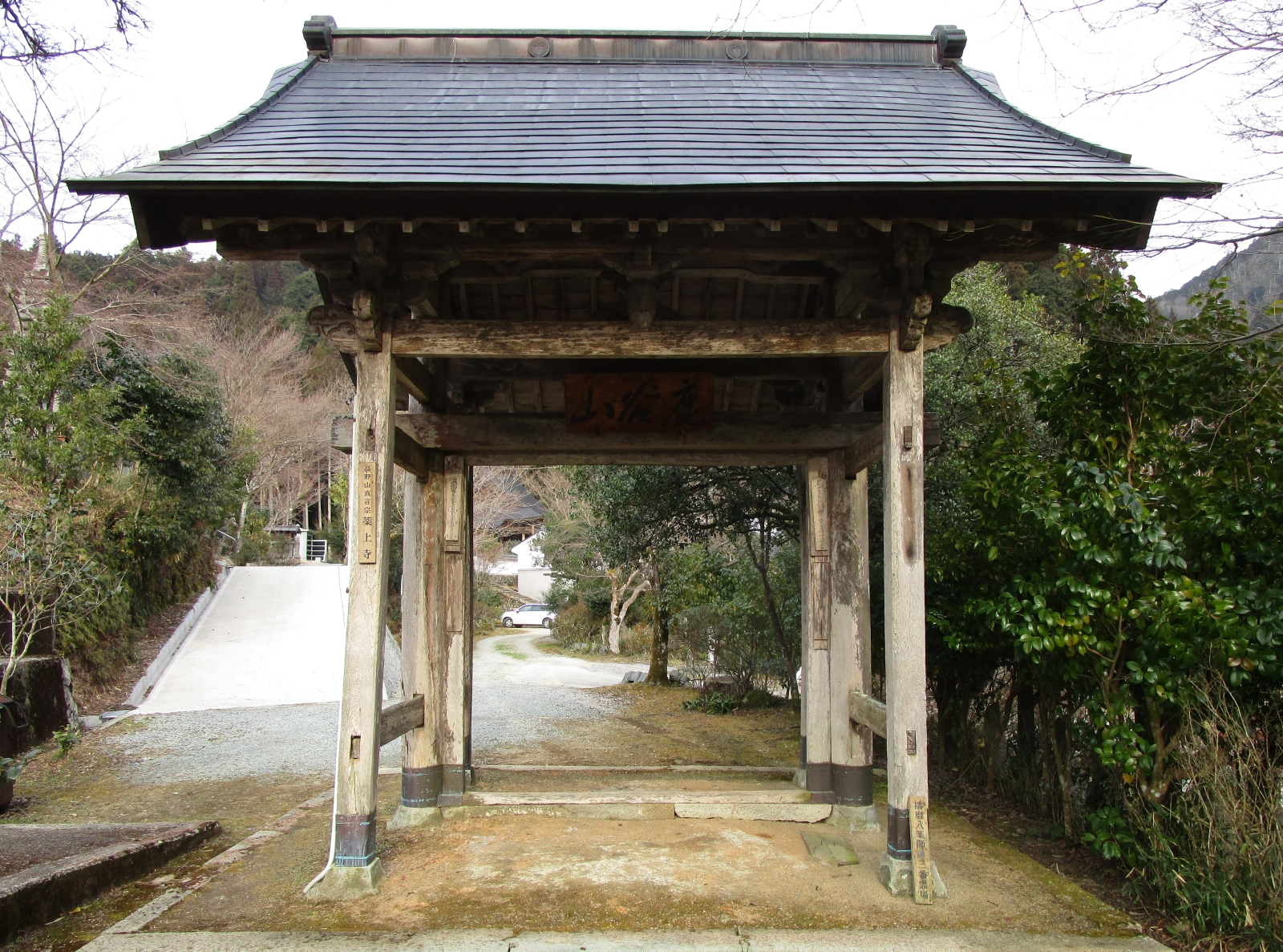
山門